# Mistrzostwa świata w szachach 2005

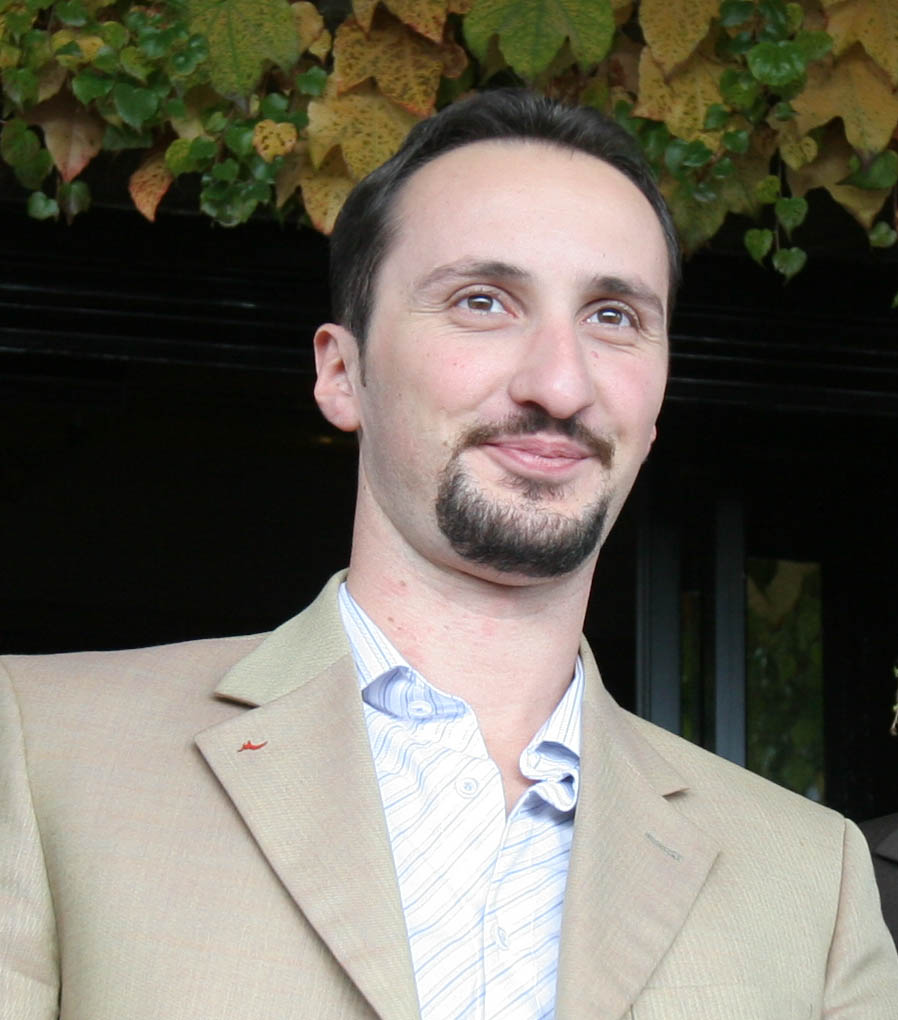
Zwycięzca turnieju,
Weselin Topałow.

Mistrzostwa świata w szachach 2005 rozegrane zostały w argentyńskim mieście San Luis, w dniach od 27 września do 16 października, pod egidą Międzynarodowej Federacji Szachowej. Po rozegraniu w latach 1997–2004 pięciu turniejów systemem pucharowym i z powodu związanej z tą formułą krytyki, postanowiono zmienić system wyłaniania mistrza świata i zorganizowano turniej systemem dwukołowym (wszyscy zawodnicy rozegrali ze sobą po dwie partie odmiennymi kolorami) z udziałem ośmiorga arcymistrzów. Zgodnie z regulaminem, do gry uprawnieni byli:
- uczestnicy finałowego meczu mistrzostw świata FIDE w roku 2004: Rustam Kasimdżanow oraz Michael Adams,
- uczestnicy meczu o tytuł klasycznego mistrza świata w roku 2004: Władimir Kramnik oraz Péter Lékó,
- najwyżej notowani szachiści (poza wymienioną czwórką): Garri Kasparow, Viswanathan Anand, Weselin Topałow i Aleksander Moroziewicz.

Ponieważ z uczestnictwa zrezygnowali Kramnik i Kasparow, w ich miejsce w turnieju wzięli udział kolejni zawodnicy z listy rankingowej: Piotr Swidler i Judit Polgár. Udział Polgar w tym doborowym towarzystwie oznaczał pierwszy w historii szachów przypadek udziału kobiety w bezpośredniej walce o tytuł mistrza świata mężczyzn.
Turniej w San Luis zdominował Weselin Topałow, który w pierwszym kole uzyskał fantastyczny rezultat 6½ pkt z 7 partii. Dzięki temu mógł on sobie pozwolić na zremisowanie w drugim kole wszystkich partii, co zapewniło mu pewne zwycięstwo, tytuł mistrza świata oraz prawo do gry w roku 2006 z Władimirem Kramnikiem o tytuł absolutnego mistrza świata w szachach.

## Wyniki końcowe
| Miejsce | Zawodnicy              | Ranking | 1   | 2   | 3   | 4   | 5   | 6   | 7   | 8   | Punkty |
| ------- | ---------------------- | ------- | --- | --- | --- | --- | --- | --- | --- | --- | ------ |
| 1       | Weselin Topałow        | 2788    |     | ½ ½ | 1 ½ | 1 ½ | 1 ½ | 1 ½ | 1 ½ | 1 ½ | 10     |
| 2       | Viswanathan Anand      | 2788    | ½ ½ |     | ½ ½ | 0 ½ | ½ 1 | 0 1 | 1 ½ | 1 1 | 8½     |
| 3       | Piotr Swidler          | 2738    | 0 ½ | ½ ½ |     | 1 1 | 1 ½ | ½ ½ | ½ ½ | 1 ½ | 8½     |
| 4       | Aleksander Moroziewicz | 2707    | 0 ½ | 1 ½ | 0 0 |     | ½ 1 | ½ 1 | ½ ½ | ½ ½ | 7      |
| 5       | Péter Lékó             | 2763    | 0 ½ | ½ 0 | 0 ½ | ½ 0 |     | ½ 1 | 1 ½ | 1 ½ | 6½     |
| 6       | Rustam Kasimdżanow     | 2670    | 0 ½ | 1 0 | ½ ½ | ½ 0 | ½ 0 |     | ½ ½ | 0 1 | 5½     |
| 7       | Michael Adams          | 2719    | 0 ½ | 0 ½ | ½ ½ | ½ ½ | 0 ½ | ½ ½ |     | ½ ½ | 5½     |
| 8       | Judit Polgár           | 2735    | 0 ½ | 0 0 | 0 ½ | ½ ½ | 0 ½ | 1 0 | ½ ½ |     | 4½     |

## Wyniki rundowe
- Runda I, 28 września: Leko – Topałow 0:1 Morozewicz – Kasimdżanow ½, Swidler – Adams ½, Polgar – Anand 0:1
- Runda II, 29 września: Topałow – Anand ½, Adams – Polgar ½, Kasimdżanow – Swidler ½, Leko – Morozewicz ½
- Runda III, 30 września: Morozewicz – Topałow 0:1, Swidler – Leko 1:0, Polgar – Kasimdżanow 1:0, Anand – Adams 1:0
- Runda IV, 1 października: Topałow – Adams 1:0, Kasimdżanow – Anand 1:0, Leko – Polgar 1:0, Morozewicz – Swidler 0:1
- Runda V, 3 października: Swidler – Topałow 0:1, Polgar – Morozewicz ½, Anand – Leko ½, Adams – Kasimdżanow ½
- Runda VI, 4 października: Polgar – Topałow 0:1, Anand – Swidler ½, Adams – Morozewicz ½, Kasimdżanow – Leko ½
- Runda VII, 5 października: Topałow – Kasimdżanow 1:0, Leko – Adams 1:0, Morozewicz – Anand 1:0, Swidler – Polgar 1:0
- Runda VIII, 6 października: Topałow – Leko ½, Kasimdżanow – Morozewicz 0:1, Adams – Swidler ½, Anand – Polgar 1:0
- Runda IX, 8 października: Anand – Topałow ½, Polgar – Adams ½, Swidler – Kasimdżanow ½, Morozewicz – Leko 1:0
- Runda X, 9 października: Topałow – Morozewicz ½, Leko – Swidler ½, Kasimdżanow – Polgar 1:0, Adams – Anand ½
- Runda XI, 10 października: Adams – Topałow ½, Anand – Kasimdżanow 1:0, Polgar – Leko ½, Swidler – Morozewicz 1:0
- Runda XII, 11 października: Topałow – Swidler ½, Morozewicz – Polgar ½, Leko – Anand 0:1, Kasimdżanow – Adams ½
- Runda XIII, 13 października: Kasimdżanow – Topałow ½, Adams – Leko ½, Anand – Morozewicz ½, Polgar – Swidler ½
- Runda XIV, 14 października: Topałow – Polgar ½, Swidler – Anand ½, Morozewicz – Adams ½, Leko – Kasimdżanow 1:0